# Seebezirk (St. Gallen)
Der Seebezirk (auch Bezirk See) war bis 2003 eine Verwaltungseinheit des Kantons St. Gallen in der Schweiz.
Der Seebezirk wurde 1831 nach der Aufteilung des Bezirks Uznach in die Bezirke See und Gaster gegründet. Er umfasste die historische Grafschaft Uznach und die Stadt Rapperswil. Hauptort war Uznach. Der Bezirk wurde nach der Annahme der neuen St. Galler Kantonsverfassung auf Ende 2002 aufgelöst und Teil des neu gebildeten Wahlkreises See-Gaster.

## Die Gemeinden des ehemaligen Bezirks See
| Wappen           | Gemeindename     | PLZ       | Einwohner (31. Dezember 2023) | Fläche in km² | Einwohner pro km² |
| ---------------- | ---------------- | --------- | ----------------------------- | ------------- | ----------------- |
| Ernetschwil      | Ernetschwil      | 8725      | 1422                          | 10,26         | 139               |
| Eschenbach       | Eschenbach       | 8733      | 7593                          | 13,32         | 570               |
| Goldingen        | Goldingen        | 8638      | 1224                          | 22,11         | 55                |
| Gommiswald       | Gommiswald       | 8737      | 3213                          | 11,86         | 271               |
| Jona             | Jona             | 8645      | 22'345                        | 20,43         | 1098              |
| Rapperswil       | Rapperswil       | 8640      | 10’720                        | 1,74          | 6161              |
| Schmerikon       | Schmerikon       | 8716      | 4162                          | 4,15          | 1003              |
| St. Gallenkappel | St. Gallenkappel | 8730      | 1179                          | 19,46         | 61                |
| Uznach           | Uznach           | 8735      | 7014                          | 7,54          | 930               |
| Total (9)        | Total (9)        | Total (9) | 64’798                        | 184,01        | 352               |

Das Bundesamt für Statistik führte den Bezirk unter der BFS-Nr. 1710.